# 皮隆 (古巴)
皮隆是古巴的城鎮，属格拉瑪省，南鄰加勒比海，面積462平方公里，海拔高度5米，2004年人口29,751，人口密度為每平方公里64.4人。